# Guillos
Guillos é uma comuna francesa na região administrativa da Nova Aquitânia, no departamento da Gironda. Estende-se por uma área de 23,25 km². Em 2010 a comuna tinha 457 habitantes (densidade: 19,7 hab./km²).